# Nicola Belmonte
Nicola Belmonte (* 15. April 1987 in Cosenza) ist ein ehemaliger italienischer Fußballspieler.

## Karriere

### Verein
Nicola Belmonte begann seine Karriere in der Jugend der AS Bari. Für die Saison 2004/05 wurde er zur AS Melfi in die Serie C2 verliehen, bei denen er seine ersten Partien als Profi bestritt. Nachdem er in der darauffolgenden Spielzeit nach Bari zurückgekehrt war, wurde er in den Profikader der AS Bari aufgenommen. In seiner ersten Saison bei den Apuliern konnte er sich noch nicht für einen Stammplatz aufdrängen und erhielt nur wenige Einsätze. In den folgenden zwei Jahren absolvierte er etwa die Hälfte aller Serie-B-Partien für Bari und platzierte sich mit der Mannschaft größtenteils im Tabellenmittelfeld der zweithöchsten italienischen Spielklasse. Im Sommer 2008 kaufte ihn der Erstligist AC Siena. Bei den Toskanern debütierte er in der Partie gegen Reggina Calcio am 31. Mai 2009 in der Serie A. Dies war zudem sein einziger Einsatz für Siena. Am 26. Juni 2009 gab die AS Bari die Rückkehr des Abwehrspielers bekannt. Er wurde zunächst bis zum Saisonende als Leihspieler unter Vertrag genommen. 2011 kehrte er zu Siena zurück und absolvierte bis zur Auflösung 2014 noch drei weitere Spielzeiten.
Im Juli 2014 nahm Udinese Calcio Belmonte unter Vertrag. Bereits im Januar 2015 wechselte er zu Catania Calcio, für den er wiederum auch nur ein halbes Jahr spielte. Im Juli 2015 unterschrieb Belmonte beim AC Perugia Calcio, wo er bis 2018 insgesamt 78 Ligaspiele absolvierte und vier Tore erzielte. Nach kurzer Vereinslosigkeit unterschrieb er im September 2018 bei ACN Siena, wo er schließlich im Juni 2019 seine Karriere beendete.

### Nationalmannschaft
Belmonte spielte in den italienischen U17, U18, U19 und U20-Nationalmannschaften. Insgesamt absolvierte er 16 Länderspiele für alle Jugendnationalmannschaften Italiens.